# Pycnomerus stenosoma
Pycnomerus stenosoma is een keversoort uit de familie somberkevers (Zopheridae). De wetenschappelijke naam van de soort werd in 1913 gepubliceerd door George Charles Champion.